# Únor 2006

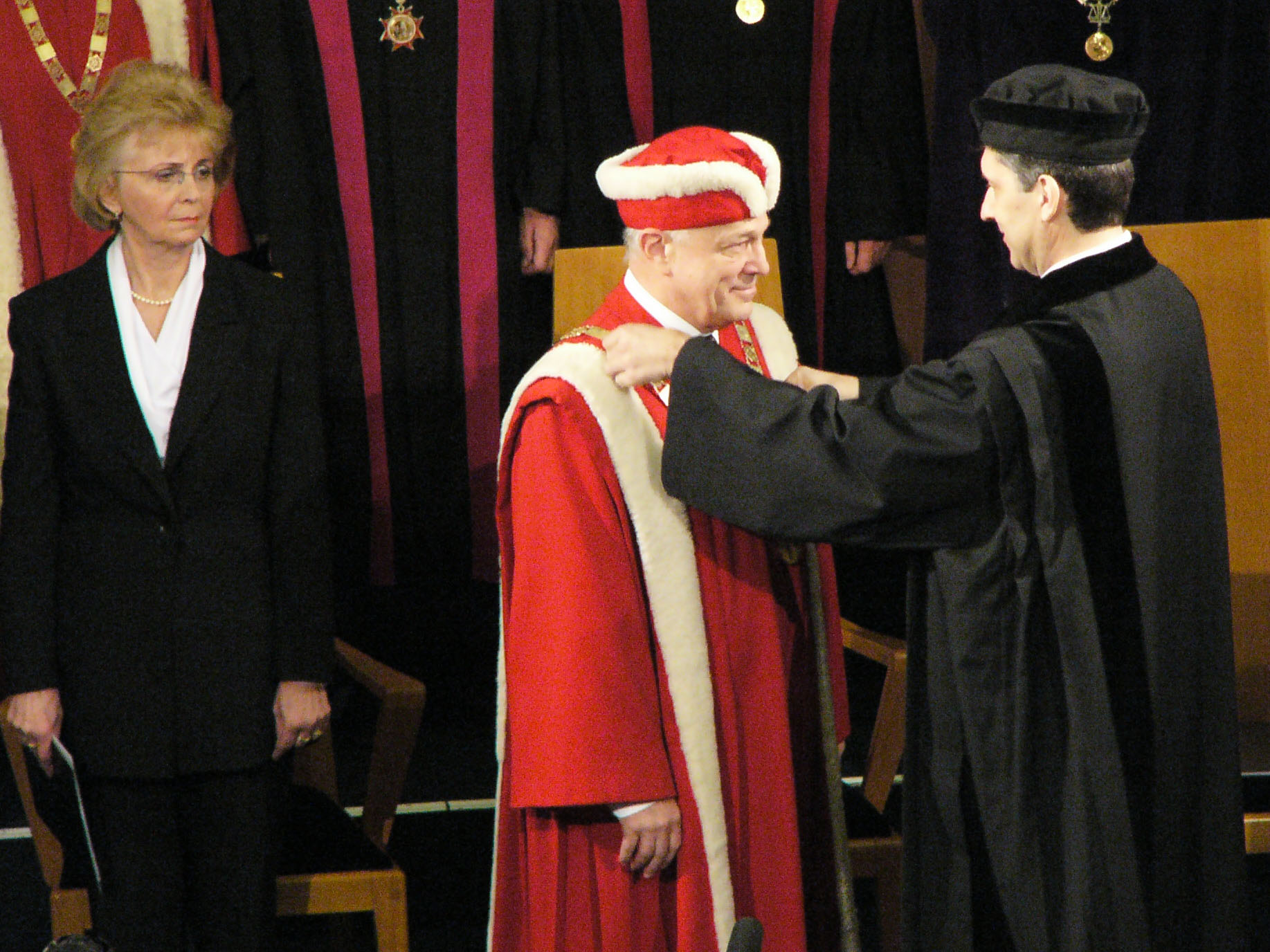
Inaugurace Lubomíra Dvořáka rektorem. Vlevo: Předchozí rektorka Jana Mačáková.

1. února – středa
 Jeden z projektantů haly v Katovicích, při jejímž zřícení zahynulo 65 lidí, se pokusil spáchat sebevraždu. Policie mu v tom zabránila poté, co ji informovala jeho manželka, které projektant zavolal ze svého hotelového pokoje na rozloučenou.
2. února – čtvrtek
Generál jezuitů Peter Hans Kolvenbach oznámil dopisem svolání 35. generální kongregace řádu na leden 2008 a zároveň naznačil, že hodlá ještě před jejím započetím rezignovat.
 Polské malé parlamentní strany Liga polských rodin a Sebeobrana podpořily vládní stranu Právo a spravedlnost. Strany uzavřely „stabilizační pakt“ a zabránily tak nutnosti vypsání předčasných voleb.
3. února – pátek
 Podle výzkumů CVVM by volby konané v únoru vyhrála ODS (28 %) následována ČSSD (27 %). Do Sněmovny by se dostala ještě KSČM (12 %) a KDU-ČSL (6 %). Pátá současná parlamentní strana US-DEU by získala 1 %.
 Trajekt al-Salam Boccaccio 98 s 1 215 osobami na palubě se potopil v Rudém moři. Cestující tvořili převážně egyptští dělníci, kteří pracovali v Saúdské Arábii a vraceli se domů, část cestujících rovněž tvořili muslimové vracející se z poutě do Mekky. Podle posledních údajů bylo zachráněno 426 trosečníků a nalezeno 195 těl. Pohřešuje se 694 osob. Pátrání komplikuje nepříznivé počasí.
 Zemětřesení o síle 5,9 stupně Richterovy škály zasáhlo sever Japonska.
4. února – sobota
 Muslimští demonstranti zapálili budovu dánského velvyslanectví v syrském Damašku. Stalo se tak v souvislosti s uveřejněním karikatur proroka Mohameda v dánském deníku Jyllands-Posten v září 2005. (Kauza karikatur proroka Mohameda) V budově rovněž sídlily velvyslanectví Chile a Švédska.
 Nejméně 73 osob zemřelo a 320 osob bylo zraněno, když na stadionu ve filipínské Manile vypukla panika poté, co někdo v davu vykřikl, že na stadionu je uložena bomba.
5. února – neděle
 Dánská a norská ambasáda v Bejrútu byla zapálena muslimskými extremisty. Libanonský ministr vnitra Hasan Sabí v této souvislosti podal demisi, neboť cítí zodpovědnost za to, že se nepodařilo vypálení ambasády zabránit.
 Polský ministr zahraničních věcí Stefan Meller se omluvil vyznavačům islámu za to, že deník Rzeczpospolita otiskl kontroverzní karikatury proroka Mohameda.
 V Kostarice se uskutečnili prezidentské volby. Podle předběžných výsledků vede velmi těsně se ziskem 40,51 % bývalý prezident (1986–1990) a nositel Nobelovy ceny za mír (1987) Óscar Arias Sánchez ze Strany národního osvobození (Partido Liberación Nacional, PLN). Na druhém místě je se ziskem 40,29 % Ottón Solís Fallas ze Strany občanské činnosti (Partido Acción Ciudadana, PAC).
6. února – pondělí
 Vědci nalezli v Pohoří Foja v indonéské oblasti Irian Jaya 20 dosud neznámých druhů žab, čtyři druhy motýlů, pět nových druhů rostlin a nový druh klokana.
7. února – úterý
 Slovenské Křesťanskodemokratické hnutí (KDH) odchází do opozice. Tři ministři jejich strany podávají demisi. Předseda strany Pavol Hrušovský se vzdá funkce předsedy parlamentu. Předčasné volby se budou konat 17. června. Důvodem vládní krize je odmítnutí smlouvy s Vatikánem o výhradě svědomí.
 V bavorské vesnici Töging am Inn nedaleko Mnichova spadla pod tíhou sněhu střecha supermarketu. Trosky se zastavily o regály. Záležitost se obešla bez zranění.
 Americký Národní úřad pro letectví a vesmír (NASA) oznámil, že v termínu od 3. května do 22. května se uskuteční let raketoplánu Discovery.
8. února – středa
 Čad a Súdán podepsali Tripolskou dohodu a ukončili tak vzájemný válečný konflikt, který začal 23. prosince 2005.
 Během noci spadly ve Zlínském kraji pod tíhou sněhu tři střechy: sokolovna v Janové na Vsetínsku, skladovací hala pily ve Valašském Meziříčí a skladovací hala zemědělského družstva v Biskupicích na Zlínsku. Dopoledne se pak zřítila střecha skladovací haly v Prachovicích na Chrudimsku. Všechny události se obešly bez zranění.
9. února – čtvrtek
 Přívaly sněhu mají v Česku první oběť. V obci Kameničná na Žambersku se probořila střecha kůlny a zavalila osmdesátiletou ženu, která byla uvnitř. Hasiči ženu vyprostili již bez známek života.
 Předběžné výsledky prezidentských voleb na Haiti ukazují drtivou převahu bývalého prezidenta (1996–2001) René Prévala.
 Američtí archeologové našli v Egyptě nevyloupenou hrobku. V poměrně malé hrobce je šest narychlo pohřbených mumií pocházejících pravděpodobně z doby Tutanchamona.
10. února – pátek
 Kosovský parlament zvolil nového prezidenta. Stal se jím Fatmir Sejdiu, který tak nahradí zesnulého Ibrahima Rugovu.
11. února – sobota
 Íránský prezident Mahmúd Ahmadínedžád pohrozil, že Írán může odstoupit od Smlouvy o nešíření jaderných zbraní. Při svém projevu označil také holokaust za mýtus, kterého zneužívá Izrael k vydírání Západu.
 Stav izraelského premiéra Ariela Šarona se zhoršuje a lékaři nevylučují, že operaci zažívacího traktu, kterou mu dnes provádějí, nepřežije.
 Voliči na Tokelau rozhodují v referendu, zda tento tichomořský atol zůstane součástí Nového Zélandu, nebo se stane samostatným státem ve volné unii s Novým Zélandem.
 Tonžský premiér princ Lavaka Ata 'Ulukalala rezignoval na svou funkci. To jeho funkce byl přechodně jmenován současný ministr práce, obchodu a průmyslu Dr. Feleti Sevele.
 V Princetonu v americkém státě New Jersey, zemřel spisovatel Peter Benchley (8. května 1940 – 11. února 2006). Jeho nejznámějším dílem je román Čelisti, který byl později zfilmován Stevenem Spielbergem.
12. února – neděle
 V brazilském městě Lordina se z neznámých příčin zřítila střecha místní univerzity. Nejméně jeden člověk zahynul a dalších 18 utrpělo zranění. Záchranné práce a vyšetřování pokračují.
13. února – pondělí
 Polský prezident Lech Kaczyński oznámil, že nerozpustí Sejm. Právo a spravedlnost, Liga polských rodin a Sebeobrana podepsali dodatek ke Stabilizačnímu paktu.
14. února – úterý
 Zemětřesení o síle 5,7 stupně Richterovy škály zasáhlo severozápad Indie. Nejsou hlášeny oběti na životech.
16. února – čtvrtek
 Prezident Václav Klaus vetoval zákon umožňující registrované partnerství homosexuálů.
 Zveřejněn průzkum volebních preferencí agentury STEM, podle kterých by se dnes do Sněmovny dostalo 5 stran: ODS (28,6 %), ČSSD (24,5 %), KSČM (15,5 %), KDU-ČSL (6,4 %) a nově i Strana zelených (5,6 %).
 Tokelau zůstane teritoriem Nového Zélandu. Vyplulo to z výsledků referenda, ve kterém se pro samostatnost vyjádřilo jen 60 % voličů a nebyla tedy dosažena potřebná dvoutřetinová většina.
 Premiérem Palestinské samosprávy se stal Ismáíl Haníja.
17. února – pátek
 Čína přirovnala dalajlámu, který je na návštěvě v Izraeli, k Hamásu. Dalajláma, který je již počtvrté v Izraeli se nesetká s žádnými politiky. Izrael své jednání ospravedlnil tím, že nechce dráždit Čínu, protože na nátlak USA jí neprodal radarový systém Phalcon.
 Při mohutném sesuvu půdy na filipínském ostrově Leyte zahynulo nejméně 300 lidí a dalších 1500 je pohřešováno.
18. února – sobota
 Průzkum, který pro Českou televizi provedla agentura SC&C, potvrdil vzestup preferencí Strany zelených. Podle něj by se do Sněmovny dostalo 5 stran: ODS (28,8 %), ČSSD (25,4 %), KSČM (14,9 %), KDU-ČSL (7,2 %) a Strana zelených (5,8 %).
19. února – neděle
 Sošku Zlatého medvěda získal na filmovém festivalu Berlinale bosenský film Grbavica.
20. února – pondělí
 Britský historik David Irving byl rakouským soudem shledán vinným z popírání holocaustu. Irving byl odsouzen ke třem letům vězení navzdory prohlášení, kterým doprovodil své přiznání, v němž poukázal na to, že jde o jeho dřívější stanoviska z roku 1989, která již delší dobu nezastává.
 Americký film Zkrocená hora (Brokeback Mountain) získal cenu Britské filmové akademie za nejlepší film.
21. února – úterý
 Začala platit speciální veterinární opatření, která mají zabránit šíření ptačí chřipky. Opatření, které původně mělo začít platit od 1. března, zakazuje veškeré výstavy ptáků a drůbeže.
22. února – středa
 Oblast jižního Mosambiku byla postižena zemětřesením o síle 7,5 stupně Richterovy škály.
 Papež Benedikt XVI. jmenoval 15 nových kardinálů.
 Šíité přepadli a zdevastovali asi 90 mešit v irácké Sámaře. Nejméně tři sunitští duchovní byli zabiti.
23. února – čtvrtek
 Novým provinciálem české provincie dominikánského řádu byl zvolen Benedikt Tomáš Mohelník, který tak nahradí Alvaréze Koledu.
 Profesor Lubomír Dvořák byl slavnostně uveden do funkce rektora Univerzity Palackého.
 Pod tíhou sněhu se ráno zřítila střecha moskevské tržnice. Nejméně 65 osob zahynulo a 31 bylo zraněno. Příčinou byla pravděpodobně konstrukční vada.
 Krvavá vlna násilí v Iráku, která je reakcí na středeční útok v Sámaře, si vyžádala v Bagdádu v uplynulých 24 hodinách 47 mrtvých. Íránský prezident Mahmúd Ahmadínedžád obvinil z odpovědnosti za zničení mešity Spojené státy americké a Izrael.
25. února – sobota
 Čadský prezident Idriss Déby stanovil termín nových prezídentských voleb na 3. květen.
 Ugandský prezident Yoweri Museveni byl znovuzvolen ve všeobecných volbách. Ve funkci je již od roku 1986.
26. února – neděle
 Francouzský premiér Dominique de Villepin navštívil ostrov Réunion, který společně s dalšími ostrovy v Indickém oceánu sužuje od začátku roku epidemie tropické horečky Chikungunyi a přislíbil maximální pomoc. Nejzasaženější jsou ostrovy a souostroví: Réunion (k dnešku asi 157 000 nemocných, 77 mrtvých), Seychely (2000 nemocných), Mayotte (1000 nemocných) a Mauricius (962 nemocných). Nemocní byli zaznamenání i mezi turisty, kteří se z oblasti vrátili (zejména ve Francii). Situace se později stabilizovala. České ministerstvo zahraničí v květnu 2006 oznámilo, že nebezpečí pro turisty na ostrovech Mauricius a Seychely nehrozí.
 V Turíně byla slavnostně zakončena zimní olympiáda. Olympijská vlajka byla předána do rukou starosty Vancouveru, který bude hry hostit v roce 2010.
Podle počítadla World Population Clock amerického Statistického úřadu dosáhla v 00.16 UTC světová populace 6,5 miliardy osob.
 Jamajka bude mít poprvé v historii ženu ve funkci předsedkyně vlády. Portia Simpsonová-Millerová byla zvolena do čela vládní Lidové národní strany. Během několika týdnů tak ve funkci automaticky vystřídá P. J. Pattersona.
27. února – pondělí
 Největší německý řetězec kin Cinema XX stáhl z programu turecký film Údolí vlků. Stalo se tak po protestech řady politiků (např. Edmund Stoiber a Heribert Rech), židovských organizací i řadových občanů, kteří označili film za rasistický a protikřesťanský.
28. února – úterý
 Na severoněmeckém ostrově Rujána byla prokázána nákaza virem ptačí chřipky H5N1 u kočky. Jedná se o první potvrzený přenos na jiné zvíře.
 Oficiálně byl vyhlášen úpadek legendární ruské automobilky Moskvič, založené roku 1929. Díky vysoké zadluženosti firma nevyrábí automobily již od roku 2001.